# Juli Fernández
Juli Fernández (Andorra la Vieja, 19 de noviembre de 1974) es un futbolista andorrano que actualmente juega como defensa para el FC Santa Coloma, equipo con el cual ganó la Primera División andorrana y la Copa Constitució varias veces. Fue el autor del único gol en el partido que enfrentó a su club contra el Maccabi Tel Aviv FC durante la ida de la primera fase clasificatoria de la Copa de la UEFA 2007-08, y que supuso la primera victoria de un club andorrano en una competición internacional.
Ha sido jugador de la selección de fútbol de Andorra en varias ocasiones. Con ella anotó el gol del honor en el partido ante Israel durante la Clasificación para la Eurocopa 2008, que finalizó 4-1.

## Trayectoria
| Clubes profesionales |                 |                  |
| Período              | Club            | Partidos (goles) |
| 2001-                | FC Santa Coloma | ? (?)            |
| Selección nacional   |                 |                  |
| 2002-                | Andorra         | 18 (1)           |